# Iglesia de San Bartolomé (Alfara del Patriarca)
La iglesia de San Bartolomé, es un templo católico situado a la plaza de la Iglesia de Alfara del Patriarca (Huerta Norte, Comunidad Valenciana
El templo tiene la condición de Bien de Relevancia Local según la Disposición Adicional Quinta de la Ley 5/2007, de 9 de febrero, de la Generalidad Valenciana, de modificación de la Ley 4/1998, de 11 de junio, del Patrimonio Cultural Valenciano (DOCV Núm. 5.449 / 13.02.2007).